# جریان اطلس جنوبی

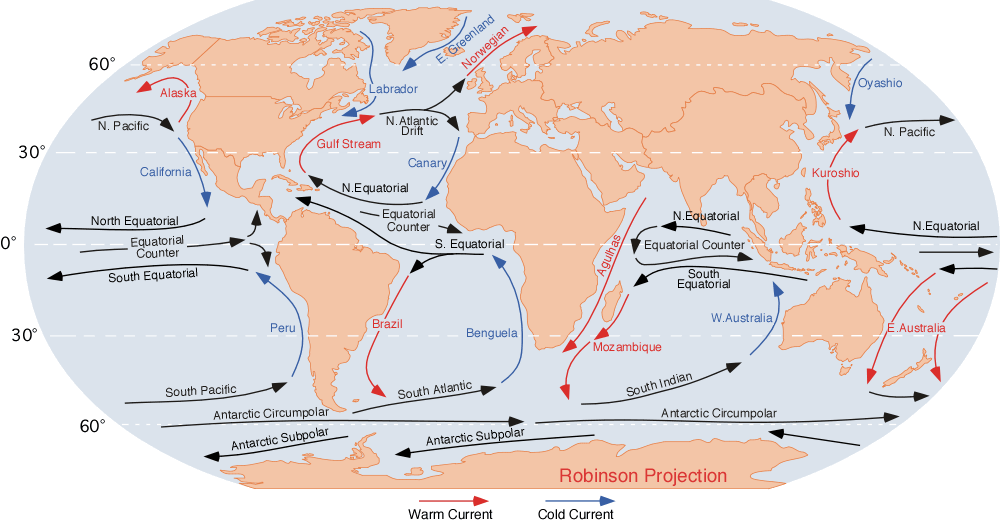
تصویر و نقشه جریان اطلس جنوبی

جریان اطلس جنوبی (انگلیسی: South Atlantic Current) یک جریان اقیانوسی با جهت شرقی است که توسط جریان برزیل تغدیه می‌شود. بخشی از این جریان به ساحل آفریقا رسیده و جریان بنگوئلا را تغذیه می‌کند و در امتداد حاشیه شمالی جریان پیراقطبی جنوبگان ادامه می‌یابد.